# EMH (motorfiets)
EMH is een Duits historisch merk van motorfietsen.
De bedrijfsnaam was: Motorradbau Ernst Meier, Hamburg.
Ernst Meier begon in 1927 met de productie van motorfietsen. Hij koos een moeilijke tijd, zeker voor zijn vrij dure, zware modellen met 348- en 498cc-Küchen-inbouwmotoren. Kort daarvoor hadden honderden kleine merken hun deuren moeten sluiten, vooral in grote steden waar vaak tientallen concurrenten gevestigd waren. Bovendien kwam er in 1928 nieuwe wetgeving in Duitsland, waardoor lichte motorfietsen (<200 cc) belasting- en rijbewijsvrij bestuurd mochten worden. In 1929 moest Meier de productie beëindigen.